# Idotea brevicauda
Idotea brevicauda är en kräftdjursart som beskrevs av James Dwight Dana 1853. Idotea brevicauda ingår i släktet Idotea och familjen tånglöss. Inga underarter finns listade i Catalogue of Life.